# Chicomecoatl

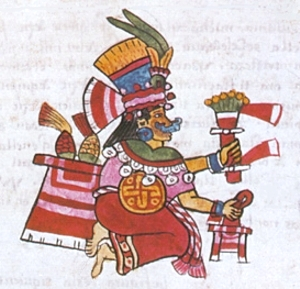
Chicomecoatl im Codex Magliabechiano

Chicomecoatl (Nahuatl: Sieben Schlangen, auch Centeocihatl oder Chiccomeccatl) war in der aztekischen Mythologie die Göttin der Erde, des Lebensunterhalts und des Maises.

## Zuordnungen
Chicomecoatl gehört zu den zahlreichen Fruchtbarkeitsgöttern des aztekischen Pantheons. Ihr mythologisches Profil ist weitgehend deckungsgleich mit dem Xilonens (die Haarige, in Anspielung auf die Haarfäden der Maiskolben), der Göttin des jungen Maises. Zu den Fruchtbarkeitsgöttinen gehörten zudem Xochiquetzal (Kostbare Blume), Cihuacoatl (Die Schlangenfrau) und Ilmatecutli (Die alte Herrin). Den verschiedenen Wachstumsphasen der Maispflanze waren dabei unterschiedliche Numen assoziiert. Während Chicomecoatl als Xilonen für den jungen Mais zuständig war, sah man Ilmatecutli in Verbindung mit dem reifen Mais. Dem standen auf männlicher Seite Cinteotl und Xochipilli gegenüber, die ebenfalls der Hauptkulturpflanze der Azteken, dem Mais, zugeordnet waren. Chicomecoatl galt als Gattin Tezcatlipocas. Im Tonalamatl des Codex Borbonicus wird Chicomecoatl der vierte und der elfte Monat unterstellt.

## Aussehen
Chicomecoatl wurde in den Aztekencodices oft mit den Attributen Chalchiuhtlicues dargestellt. Man sieht einen ähnlichen Kopfschmuck, rot gefärbte Haut und Linien auf den Wangen. Zur Unterscheidung trägt Chicomecoatl jedoch Maiskolben. Drei verschiedene Darstellungsmuster sind zu unterscheiden: Das Mädchen, das Blumen trägt, die Frau, deren Umarmung den Tod bringt und die Mutter mit einer Sonnenscheibe als Schild. Als Skulptur trägt sie in jeder Hand zwei Maiskolben.

## Opferkult
Um eine reiche Ernte zu sichern, wurden der Maisgöttin in ihrer Erscheinungsform Xilonen am 24. Juni Menschenopfer dargebracht. Im September wurde ein weiteres Mädchen, das die Maisgöttin darstellte, geopfert. Es wurde zunächst geköpft, dann wurde sein Blut gesammelt und über eine Skulptur der Göttin gegossen. Anschließend wurde der Leib des toten Mädchens gehäutet und ein Priester zog sich die Haut des Opfers über. Im gleichen Monat wurden Chicomecoatl geweihte Schreine in den Häusern mit Maispflanzen geschmückt und Maiskörner im Tempel gesegnet.